# 城端站
城端站 （日语：／ Jōhana eki */?）是隸屬於西日本旅客鐵道（JR西日本）城端線的鐵路車站，座落於富山縣南礪市，是城端線的終點站，路線名稱亦因此站而命名。逢星期六行駛的觀光列車「瑰麗山海號」會停靠本站。
本站是通往著名的世界文化遺產白川鄉與五箇山的合掌構造村落的其中一個玄關位置，由高岡市或富山市開出前往白川鄉或五箇山的觀光巴士皆會在此停靠，因此南礪市政府於2019年為站房、車站廣場及周邊配套進行了翻新及改善工程。

## 車站構造

### 站房
設有木製站房一座，是線內其中一座興建年份最早的站房，至1897年開線至今，結構上沒有太大的變化，2016年時更換了站房外的車站牌匱，改成附有JR西日本標記的木製站牌，而原有的站牌則放置於站房內的候車空間內。
進入站房後，是一個兼具展示城端町特產的展示櫃及設有座椅的候車室，左側的原候車室，現時則成為南礪市觀光協會的諮詢中心及休息室；至於右側的原站務室，現時除保留發售車票的窗口（但不具綠窗口功能）外，其餘均成為了南礪市觀光協會的商店及辦公室，並出售城端町的紀念品和土產。
至於車站外的廣場及周邊設施，南礪市政府於2016年起公佈了一連串的改造及更新工程，首先是把原設於月台旁的有蓋單車停泊區，以及車站用的停車泊位拆除，改建為新的有蓋巴士總站和候車室，只保留位於對面、亦即「城端的士」後面的單車停泊場，並擴闊原來只供行人及單車使用的路面為兩線行車路段，而原來舊單車停泊區後方的市營露天停車場也重新規劃，當中過半的位置被改為巴士進站的路口及連接道，相關工程於2018年中完成；其後是車站正門前的至洗手間一段的行人路，這部份為全露天，是舊巴士站、公眾電話亭及郵箱的位置，改建時全部被移走（後來於巴士候車室旁重置了郵箱及1個電話亭），並在此加建了行人道及上蓋、貫穿式圖案的屏障以及供私家車上落客用的停車位。這部份的工程亦已於2019年3月30日完成及投入使用。

### 月台
設有側式月台2個，靠站房的月台為主軌，另一邊月台為側線，最外端亦有另一條可供車輛留置的側線。近站房原另有原貨運車廂的停泊側軌，但現時已棄用，路軌亦已被拆去，部份位置更被徵用作新的巴士候車室及有蓋巴士站。大部份列車均採用靠近站房的1號月台，少部份班次則會使用另一邊的2號月台。兩個月台以橫跨路軌的平交道（通往線道盡頭方向，一般情況下不使用）連接，且附設有無礙斜道。設施方面，2號月台設有約半節車廂長度的上蓋，1號月台則主要以站房的屋簷為上蓋。有效長度方面，近站房的1號月台可停靠6輛，而2號月台則為3輛。
| 月台 | 路線    | 方向 | 目的地                              | 備註             |
| ---- | ------- | ---- | ----------------------------------- | ---------------- |
| 1    | ■城端線 | 上行 | 高岡、經■愛之風富山鐵道線往富山方向 | 主要發車月台     |
| 2    | ■城端線 | 上行 | 高岡、經■愛之風富山鐵道線往富山方向 | 部份列車發車月台 |

（註：直通富山的列車於假日停開）

## 歷史
- 1897年10月31日：中越鐵道由福光站伸延至本站，為終點站，同時兼辦客運及貨運事宜[2]，同時兼辦客運及貨運事宜[3]。
- 1920年9月1日：中越鐵道國有化，改為鐵道省管理，路線改為國鐵「中越線」[4]。
- 1942年8月1日：線路改稱「城端線」[5]。
- 1947年10月31日：昭和天皇到訪本站，視察木炭的供應狀況[6]。
- 1969年：

- 5月26日：昭和天皇二度到訪，並乘坐御召列車由本站前往高岡站。
- 10月1日：修訂營業範圍，取消手提貨物及小型資物提取服務。

- 1970年10月1日：修訂營業範圍，重新辦理手提貨物及小型資物提取服務，並定義為「旅客、手提貨物、小型資物及專用線貨物發送、提取站」[9]。
- 1974年：

- 7月1日：修訂營業範圍，取消專用線貨物發送、提取服務。
- 10月1日：修訂營業範圍，定義為「旅客、貨物提取車站」。

- 1985年3月14日：修訂營業範圍，取消貨物提取服務[12]。
- 1987年：

- 3月31日：修訂營業範圍，增設手提貨物提取服務（但只限報紙）。
- 4月1日：日本國鐵分割民營化，車站的營運由JR西日本繼承。

- 1994年7月1日：站務委託城端町觀光協會負責，增設町觀光資訊中心[14]。
- 2016年9月7日：南礪市公佈本站站房及周邊改善工程[15]。
- 2019年3月30日：站房及站前廣場改善工程完成[16][17]。

## 利用人數
| 年度   | 1日平均上落人數 |
| ------ | --------------- |
| 1995年 | 574             |
| 1996年 | 540             |
| 1997年 | 496             |
| 1998年 | 468             |
| 1999年 | 445             |
| 2000年 | 404             |
| 2001年 | 364             |
| 2002年 | 350             |
| 2003年 | 336             |
| 2004年 | 326             |
| 2005年 | 320             |
| 2006年 | 324             |
| 2007年 | 303             |
| 2008年 | 282             |
| 2009年 | 268             |
| 2010年 | 242             |
| 2011年 | 230             |
| 2012年 | 228             |
| 2013年 | 253             |
| 2014年 | 243             |
| 2015年 | 256             |
| 2016年 | 258             |
| 2017年 | 268             |

## 相鄰車站
西日本旅客鐵道
■城端線
■觀光列車「瑰麗山海號」
福光 - 城端
■普通列車
越中山田 － 城端

## 外部連結
- JR西日本城端站公式網頁。 （页面存档备份，存于）（日語）